# Boross Mihály (író, 1815–1899)
Boross Mihály (Ószőny, 1815. január 9. – Sárbogárd, 1899. március 5.) újságíró, regényíró, történetíró, politikus. A népies novella és regényirodalom jeles képviselője a Bach-korszakban.

## Pályakezdése
Nagyszülei Pozsony megyéből származtak a Komárom megyei Ószőnybe, itt változtatták meg vezetéknevüket, Borostyánról Borossra. Szülei földművesek, apja Boross Gergely, anyja Szüts Sára. A helyi gimnázium elvégzését követően Cegléden, Nagykőrösön, Pápán tanult, majd több éven keresztül Mocson joggyakornokként dolgozott. 1842-ben tette le az ügyvédi vizsgát Pesten, ezután rövidebb ideig Tatán gyakorolta az ügyvédi praxist. 1843-ban Székesfehérváron telepedett le, az 1846. évi tisztújításkor a tiszteletbeli ügyészséget pályázta meg, ezt ugyan nem nyerte el, de 1848-ban a városban működő 19 ügyvéd között említik.

## Az 1848/1849-es forradalom és szabadságharc idején
1848. március 14-én Pesten tartózkodott: mint a Székesfehérvári Első Magyar Költsönös Életbiztosító Intézet egyik képviselője az Első Hazai Takarékpénztár közgyűlésén vett részt, itt a két intézet egyesüléséről döntöttek. Részt vett a március 15-i forradalomban, majd másnap visszaérkezett Székesfehérvárra. Itt a Fekete Sas kávéházba sietett, ami, mint a pesti Pilvax, a liberális ellenzéki ifjúság gyülekező helye volt. A Városház téren népgyűlést tartottak, ahol a 12 pontot és a Nemzeti Dalt olvasták fel, és a nemzetőrség felállításáról is határoztak.
Boross a következő hónapokban politikai röpiratokat készített: Politikai labdacsok; Politikai káté; Szabadság, egyenlőség, testvériség; Eke, kard és könyv - , ezek Székesfehérváron jelentek meg. A népszerűvé vált ügyvédet 1848 májusában a helyhatósági választásokon a városi közgyűlés tagjává választották, de tanácsos nem lett belőle.
A megyei közigazgatás átalakításakor az országgyűlési választások előkészítésében vett részt, a másodalispán vezetése mellett alakult központi választmány tagjává választották, majd május 5-én táblabíróvá nevezték ki, de részt vett az egyik nemzetőröket összeíró küldöttség munkájában is. 1848 júniusában a hivatalos Közlöny Fejér megyei tudósítója lett, emellett a győri Hazánkban is megjelentek írásai. Az országgyűlési választásokon a bodajki kerületben indult képviselőjelöltként, de a kisebbségben maradt, így híveit az ugyancsak liberális Salamon Lajos támogatására hívta fel. 1848 őszén a megyei főjegyző helyettesítésével bízták meg.
1849. január 16-án osztrák császári fogságba került: Gyulai Gaál Ede császári biztos parancsára letartóztatták, majd Budára vitték, fogságából csak március közepén szabadult. A közigazgatás újjáalakításakor, a forradalmi szellemű tisztikar választásakor gróf Batthyány István kormánybiztos Fejér megye másodalispánjává nevezte ki, majd a vésztörvényszék elnöke lett. 1849 augusztusában a székesfehérvári helyőrség megtámadására készített tervet, de a hadi események következtében az akció nem valósult meg. Ennek ellenére szabadcsapataival augusztus elején Székesfehérvárra érkezett. A következő napok eseményei az augusztusi felkelés Székesfehérvárra súlyos megpróbáltatást hozott, több nemzetőrt kivégeztek, az osztrák katonaság bosszúból a Királysor házait is felgyújtotta. Boross, Mednyánszky Sándor csapataival ismét Székesfehérvárra érkezett, s mint a vésztörvényszék elnöke tevékenykedett.
A honvédcsapatok távozását követően, augusztus 20-án Komáromba menekült. A vár kapitulációja előtt Klapka György a várba menekült városi és megyei tisztikart honvédtisztekké -Borosst hadbíró századossá - léptette elő. A vár kapitulációjakor mindnyájan mentességet és büntetlenséget nyertek. Ennek ellenére Borosst is letartóztatták, de hamarosan szabadon bocsátották.

## Az önkényuralom idején
Iváncsára vonult vissza, majd baracskai birtokán élt. A gazdálkodás mellett állandó munkatársa volt a Hölgyfutár-nak, írásai megjelentek a Budapesti Visszhangban is. 1851-ben a kecskeméti református gimnázium földrajz és történelem tanárává nevezték ki. Ez évben letartóztatták, majd 1853-ban 2 évi várfogságra ítélték Josefstadtban raboskodott. Kiszabadulása után Pesten telepedett le, újságíróként a Vasárnapi Ujságnál dolgozott, majd a Napkelet munkatársa volt. Az újságírás mellett, számos regényt írt (Boldogháza, András a szolgalegény, A hazajáró lélek, A szomszéd, stb.). A népies novella és regényirodalmunk egyik népszerű képviselője volt a Bach-korszakban.
Internálását 1859-ben szüntették meg a hatóságok. Székesfehérvárra gróf Cziráky János főispán kérésére költözött, ahol december 17-én tartott tisztújításon gróf Batthyány István javaslatára a másodalispáni tisztségre jelölték. Az alispáni tisztség mellett a központi választmány elnöki tisztét is betöltötte. Közigazgatási tisztségeiről a provizórium bevezetésével lemondott, majd ügyvédi oklevelének kihirdetését követően ügyvédi gyakorlatot is folytatott.

## A dualizmus idején
A székesfehérvári királyi járásbíróságra nevezték ki. 1876 júniusában ment nyugdíjba, ügyvédként azonban 1882-ig működött. Történetírói és újságírói tevékenységet fejtett ki. Megírta visszaemlékezéseit, amelyben többek között a forradalom és szabadságharc, valamint az 1861-es alkotmányos év városi és megyei eseményeit rögzítette. A megye első társadalmi hetilapjának, az 1871-ben indult Székesfejérvár-nak is munkatársa, majd rövidebb ideig felelős szerkesztője volt. A város életében, lapkiadóként is jelentős szerepet játszott. 1881-ben alapította és szerkesztette a Fehérvári Híradó című társadalmi hetilapot, ez hosszabb ideig létezett, de végül beolvadt a Szabadság-ba, amely szintén a függetlenségi politikát szolgálta. 1899. március 5-én Sárbogárdon hunyt el.

## Magánélete
1860. május 21-én feleségül vette nemes nánhegyeseli Zuber Pál (1792-1866) és nemes jókai Katona Jozefa (1806-1875) leányát Zuber Ilona Barbarát (1832-1874). A házasságból 4 gyermek született: István (1861-1938), Endre (1862-1925) színész, Jenő (1863-1863) és Ilona (1865-1926).  

## Művei
- Béthel. (Szent történeti novellák 1. Székesfehérvár, 1844)
- Népszerű tolmács az első magyar kölcsönös életbiztosító intézet alapszabályaira vonatkozólag. (Pest, 1847)
- Politikai labdacsok. (Székesfehérvár, 1848)
- Szabadság, egyenlőség, testvériség. (Székesfehérvár, 1848)
- Eke, kard és könyv. (Székesfehérvár, 1848)
- Szabad föld és szabad földmíves. (Székesfehérvár, 1848)
- Istennek új szövetsége a magyar üggyel. (Székesfehérvár, 1848)
- Kamarilla. (Székesfehérvár, 1848)
- Istennek szövetsége a magyar nemzettel. (Szekszárd, 1848; a berontott ellenség által 10 000 példányban lefoglaltatott)
- Politikai kiskáté a nép számára. (1–2. kiad. Pest, 1848; német, horvát, román és szlovák nyelven is; 5. kiad. Székesfehérvár, 1869)
- Házasság speculatióból. Víg regény. (Pest, 1850)
- Urambátyám. Reg. (Pest, 1851)
- Boldogháza. Buzdító és oktató történet értelmes földmívesek számára. (Vasárnapi könyvtár. I. 5. Pest, 1856; 6. kiad. 1869)
- Újabb magyar költők. Válogatott gyűjtemény a magyar nép számára. Összeszedte. (Vasárnapi könyvtár. I. 10. Pest, 1856)
- A hazajáró lélek. Víg regény. (Pest, 1856)
- Vagy idejében, vagy soha! Ez a házasság jelszava. Víg regény. (Pest, 1856)
- Egy nyomorult története. Népies irány-regény. (Pest, 1856)
- Zsiga bátyám és én. Víg regény. (Pest, 1857)
- Az újabbkori Jób. Népies regény. (Pest, 1857)
- Képmások. Elbeszélések. (Pest, 1857)
- András, a szolgalegény. Reg. Jeremiás Gotthelf után átd. (Vasárnapi könyvtár. II. 5–7. Pest, 1857; 4. kiad. 1900)
- Boldogházi esték. Oktató és mulattató elbeszélések, történetek és adomák gyűjteménye. 12 füzet két kötetben. (Pest, 1857–1858)
- A hét halálos bűn. Erkölcsi beszélyek 3 füzetben. (Pest, 1857–1858)
- A két királyné Szent történeti beszély. (Pest, 1858)
- A falu bírája. Regény 3 füzetben. (Pest, 1858; 3. kiad. 1903)
- A nyugalom órái értelmes földmívesek számára. (Pest, 1858)
- Attila, a hun király. Történeti képek az ötödik századból. (Pest, 1858)
- Kegyeletek órái a világtörténelem drágakő-darabjaiból. I–II. köt. (Pest, 1859)
- Melanchton Fülöp élete. (Pest, 1860)
- A dicsőült gr. Széchenyi István életrajza. Eredeti kútfők után népszerűen előadja. (Pest, 1860)
- Szent István, az első magyar király. Az 1860. évi nemzeti ünnep emlékére. (Pest, 1860)
- A hitújítás bajnokai. 1–4. füzet. (Pest, 1861)
- Magyar krónika, azaz a magyar nemzet története… (Pozsony, 1862)
- A volt jobbágyság hármaskönyve. (Székesfehérvár, 1866)
- Magyarország közjoga 1848-ig és 1848-ban. A volt jobbágyság hármaskönyve kiegészítéséül. (Pest, 1867)
- Politikai óramutató azok számára, akik nem tudják, hányat ütött az óra. (Szabadka, 1867?; 2. kiad. Székesfehérvár, 1871; németül és szlovákul is)
- Házi ügyvéd. (Pest, 1867; 2. kiad. 1871)
- Kalászok a vallásosság és az erkölcsiség mezején. (Pest, 1870)
- Az élet tükre. Írta Hilarius naplója után. (Székesfehérvár, 1873)
- B. M. válogatott kisebb munkái. (1–2. kiad. Bp., 1874)
- A lelkész leánya. Reg. (Székesfehérvár, 1877)
- Gyászlapok a magyar szabadságharcz történetéből. Összeáll. (Székesfehérvár, 1880)
- Élményeim. 1848–1861. 1–2. köt. (Székesfehérvár, 1881–1882)
- Fejér megye 1861-ben. Az Élményeim 3. kötete. (Székesfehérvár, 1885)
- A sárkányirtók. Regény. (Protestáns népkönyvtár. 9–10. Bp., 1887)
- A kuruczháború. Politikai és történeti összehasonlító tanulmány. Történelmi kútfők nyomán írta. (Székesfehérvár, 1887)

## Emlékezete
- Sárbogárd - emlékoszlop, emlékpark
- Székesfehérvár - sajtóterem a Hiemer-ház épületében.